# جان مورين
جان مورين (بالفرنسية: Jean Morin)‏ هو عالم عقيدة فرنسي، ولد في 1591 في بلوا في فرنسا، وتوفي في 28 فبراير 1659 في باريس في فرنسا.

## وصلات خارجية
- جيان مورين على موقع الموسوعة البريطانية (الإنجليزية)